# Brianne Theisen-Eaton
Brianne Theisen-Eaton (Saskatoon, 18 dicembre 1986) è un'ex multiplista canadese.

## Vita privata
Nel luglio 2013 ha sposato il decatleta Ashton Eaton, detentore del record mondiale della disciplina.

## Palmarès
| Anno | Manifestazione          | Sede           | Evento         | Risultato | Prestazione | Note                                    |
| ---- | ----------------------- | -------------- | -------------- | --------- | ----------- | --------------------------------------- |
| 2009 | Mondiali                | Berlino        | Eptathlon      | 14ª       | 5 949 p.    |                                         |
| 2012 | Giochi olimpici         | Londra         | Eptathlon      | 9ª        | 6 383 p.    |                                         |
| 2013 | Mondiali                | Mosca          | Eptathlon      | Argento   | 6 530 p.    | Miglior prestazione personale           |
| 2014 | Mondiali indoor         | Sopot          | Pentathlon     | Argento   | 4 768 p.    | Record nazionale                        |
| 2014 | Giochi del Commonwealth | Glasgow        | Eptathlon      | Oro       | 6 579 p.    |                                         |
| 2015 | Giochi panamericani     | Toronto        | 4x400m         | Bronzo    | 3'27"74     |                                         |
| 2015 | Giochi panamericani     | Toronto        | Salto in lungo | 4ª        | 6,64 m      |                                         |
| 2015 | Mondiali                | Pechino        | Eptathlon      | Argento   | 6 554 p.    |                                         |
| 2016 | Mondiali indoor         | Portland       | Pentathlon     | Oro       | 4 881 p.    | Miglior prestazione mondiale stagionale |
| 2016 | Giochi olimpici         | Rio de Janeiro | Eptathlon      | Bronzo    | 6 653 p.    |                                         |